# 安城市立里町小学校
安城市立里町小学校（あんじょうしりつ さとまちしょうがっこう）は、愛知県安城市里町にある公立小学校。

## 概要
- 里町1-3丁目、里町（阿賀多、荒畑、池畔、池ノ浦、石橋、壱斗山、今池、御地蔵、御坊主、柿木島、上義信坊、川田、雁戸塚、北井畑、北歌口、愚通山、小薮、三郎、重原田、島ノ内、下義信坊、下田、菖蒲池、証文山、新林、新屋敷、足取、足取北側、足取中ノ切、大道、大道畑、大道山、高縄手、高根、出崎、長根、七曲リ、西外面、西ノ口、西山ノ田、畑下、八幡、八幡山、東大道、東山、東山ノ田、日吉、二タ股、本郷、前田、溝下、南井畑、南歌口、宮西、森、焼山、用手木、脇ノ田、早稲田）が校区であり、公立中学校に進学する場合は安城市立東山中学校に進学する[1]。

## 沿革
- 1979年（昭和54年）4月 - 安城市立安城北部小学校から分離し、安城市立里町小学校として開校。
- 2010年（平成22年） - 校舎を増築する。

## 交通アクセス
- 名鉄名古屋本線・西尾線新安城駅下車、徒歩約25分。
- あんくるバス北部線「重原田公園」バス停より徒歩約3分。

## 周辺施設
- 安城市立東山中学校
- 安城市立安城北部小学校
- デンソー安城製作所
- 衣浦東部広域連合安城消防署北分署